# Безнадежни случај из корпе
Безнадежни случај из корпе (енгл. Basket Case) амерички је хорор филм из 1982. године, режисера и сценаристе Френка Хененлотера, са Кевином ван Хентенриком, Тери Сузан Смит и Беверли Бонер у главним улогама. Радња прати два сијамска брата близанца, Двејна и веома деформисаног Белијала, који одлазе у Њујорк да се свете докторима који су их раздвојили, иако су знали да Белијал готово сигурно не може да преживи операцију. 
Упркос веома ниском буџету, који је износио 35.000 $, филм је добио позитивне оцене критичара и постао култни класик. На сајту Ротен томејтоуз оцењен је са 77%. Сматра се једним од утицајнијих хорора свог времена, и послужио је као инспирација бројним редитељима у предстојећим годинама, укључујући и Џејмса Вана у филму Злоћудно (2021).
Има Белијал, које носи деформисани близанац, потиче од хебрејске речи која значи „опак” или „безвредан”, а исто име се користи у Танаху као персонификација ђавола. Ово показује како је на Белијала гледао његов отац, који му је дао то име. Да би се снимиле сцене у којима се креће, редитељ је, због ниског буџета, морао да користи стоп моушн технику.
Филм је изродио два наставка, Безнадежни случај из корпе 2 (1990) и Безнадежни случај из корпе 3: Потомство (1991). Оба филма је режирао Хененлетер, само је на располагању имао далеко већи буџет.

## Радња
Двејн Бредли долази у Њујорк са корпом исплетеном од прућа. У њој крије створење за које се испоставља да је његов сијамски брат близанац, Белијал, кога су доктори одвојили од њега на захтев њиховог оца, упркос томе што су знали да Белијал не може да живи одвојено од Двејна. Међутим, Белијал је преживео и уз Двејнову помоћ се свети докторима који су их одвојили.

## Улоге
| Глумац              | Улога                   |
| ------------------- | ----------------------- |
| Кевин ван Хентенрик | Двејн Бредли            |
| Тери Сузан Смит     | Шерон                   |
| Беверли Бонер       | Кејси                   |
| Роберт Вогел        | менаџер хотела          |
| Џо Кларк            | Брајан „Мики” О’Донован |
| Лојд Пис            | др Харолд Нидлман       |
| Бил Фриман          | др Џулијус Лифландер    |
| Дајана Браун        | др Џудит Катер          |
| Кетрин Расел        | станарка у хотелу       |
| Френк Хененлотер    | власник театра          |